# Dollari matti
Dollari matti (titolo originale Counterfeit for Murder) è la trentaquattresima novella gialla di Rex Stout con Nero Wolfe protagonista.

## Storia editoriale
Il racconto fu pubblicato per la prima volta sulla rivista The Saturday Evening Post in tre puntate (14 - 18 gennaio 1961) con il titolo di The Counterfeiter's Knife e in formato libro nella raccolta Homicide Trinity nel 1962.

La versione pubblicata è, caso unico fra tutte le storie di Stout con Nero Wolfe, una seconda stesura. La precedente versione, dopo le prime pagine, divergeva completamente da quella pubblicata, come apprendiamo dal biografo di Stout, John J. McAleer:
"Niente, nelle sue note, suggeriva che fosse insoddisfatto del risultato. Eppure, meno di un mese dopo, scartò tutta questa storia tranne le prime sette pagine e, ricominciando da quel punto, portò gli eventi in una direzione talmente contraria a quella in cui si erano mossi in precedenza che la signorina che aveva fatto battere il cuore ad Archie nell'originale è qui rapidamente tolta di mezzo con un coltello da cucina, e la sciatta padrona di una pensione, che nella prima versione era prontamente caduta vittima di un'auto pirata, qui sopravvive con poche ammaccature, viene rianimata, e ottiene la possibilità di impegnare Wolfe, oltre che Archie, in alcuni dei dialoghi più vivaci che si possano trovare in tutto il corpus."
 Si ritenne a lungo che la prima stesura fosse stata distrutta, ma una copia venne ritrovata, dopo la sua morte, tra le carte di Stout donate alla Bapst Library del Boston College e la storia venne pubblicata con il titolo di Assault on a Brownstone nella raccolta postuma Death Times Three nel 1985.

## Trama
Hattie Annis si presenta da Nero Wolfe per incaricarlo di scoprire chi abbia nascosto un pacco di banconote false nella propria casa, proponendogli di dividere l'eventuale ricompensa. Poco dopo, in compagnia di Archie Goodwin, troverà qualcosa di ben più scottante, nel proprio salotto: nientemeno che un cadavere. Hattie, che ha un profondo disprezzo per la polizia, si rifiuta di collaborare alle indagini e viene arrestata. La donna rivela quindi ad Archie che, malgrado l'aspetto dimesso, suo e della pensione in cui vive, ha da parte risparmi in abbondanza e intende usarli per pagare Wolfe affinché scopra l'assassino e faccia fare una figuraccia alla polizia. Solo allora l'investigatore vincerà la propria pigrizia e si deciderà ad affrontare il caso.

### Personaggi principali
- Nero Wolfe: investigatore privato
- Archie Goodwin: assistente di Nero Wolfe e narratore di tutte le storie
- Saul Panzer, Fred Durkin e Orrie Cather: investigatori privati
- Nathaniel Parker: avvocato
- Hattie Annis: cliente di Nero Wolfe
- Martha Kirk, Tammy Baxter, Paul Hannah, Raymond Dell, Noel Ferris: inquilini di Hattie
- Albert Leach: T-man
- Cramer: ispettore della Squadra Omicidi
- Purley Stebbins: sergente della Squadra Omicidi

## Critica
"L'ultima novella di prima qualità che Stout scrisse apparve sul Saturday Evening Post il 14 gennaio 1961 [...] Stout usa abilmente alcune false piste per confondere il lettore e gioca in modo leale, fino a un certo punto, con gli indizi, nel senso che un lettore attento potrebbe essere in grado di fare il nome dell'assassino prima della rivelazione di Wolfe. La trama stessa è leggermente superiore alla media per Stout ma è il personaggio di Hattie Annis che eleva la storia a una valutazione da top ten. Hattie chiama Archie "Buster", Wolfe "Falstaff", tratta la polizia con disprezzo e la fa franca. Ha un cuore d'oro, un profondo senso dell'onore ed è simultaneamente affascinante ed esasperante. [...] Stout fece la scelta giusta nel riscrivere la prima versione, perché la sua trama è piuttosto debole e la narrazione è noiosa, paragonata alla seconda versione."
"La seconda versione è particolarmente dettagliata nel suo sguardo sugli abitanti della pensione. L'esuberante pardona di casa, Hattie Annis, sopravvive nella seconda versione e diventa un personaggio principale. Raymond Dell, l'anziano attore, ha una personalità molto più sviluppata. Ma tutti i personaggi della pensione sono espansi nella seconda versione. Ognuno di essi ora ottiene una biografia dettagliata, che include il loro attuale lavoro. È come se Stout abbia acceso un potente riflettore su questo gruppo. Dato che rappresentano uno dei maggiori punti di forza della storia, appare chiaro perché Stout l'abbia fatto. [...] Stout rafforzò la trama dell'engima nella seconda versione, aggiungendo alcuni deboli indizi per l'identità dell'omicida in mezzo al materiale biografico extra. Individualmente gli indizi sono inconclusivi, ma ognuno di essi suggerisce correttamente chi è l'omicida, e cumulativamente hanno un peso. [...] Nero Wolfe indovina chi è l'assassino alla fine, come al solito. Ma la maggior parte del lavoro di indagine precedente è svolto da Archie, senza molto aiuto da parte di Wolfe, specialmente nella lunga serie di eccellenti deduzioni di Archie a metà del racconto (inizio del capitolo 5). E la maggior parte del finale, a parte l'identità dell'assassino, è il lavoro di Saul Panzer. Counterfeit for Murder sembra disegnato per dare ai comprimari della saga un'opportunità di mettersi in luce."

## Opere derivate
La casa degli attori, episodio della serie televisiva prodotta dalla RAI nel 1969.

## Edizioni
- Rex Stout, Nero Wolfe in l'enigma della pistola, traduzione di Laura Grimaldi, collana I romanzi brevi di Rex Stout (n. 12), Arnoldo Mondadori Editore, 1984.